# Guillaume de Gisors
Guillaume de Gisors (1219 – 1307) è stato un nobile francese, figlio di Ugo III de Gisors e nipote di Jean de Gisors.
Secondo la falsa lista compilata da Pierre Plantard, sarebbe stato il terzo Gran Maestro (dal 1266 al 1307) del leggendario Priorato di Sion.